# 串本漁港

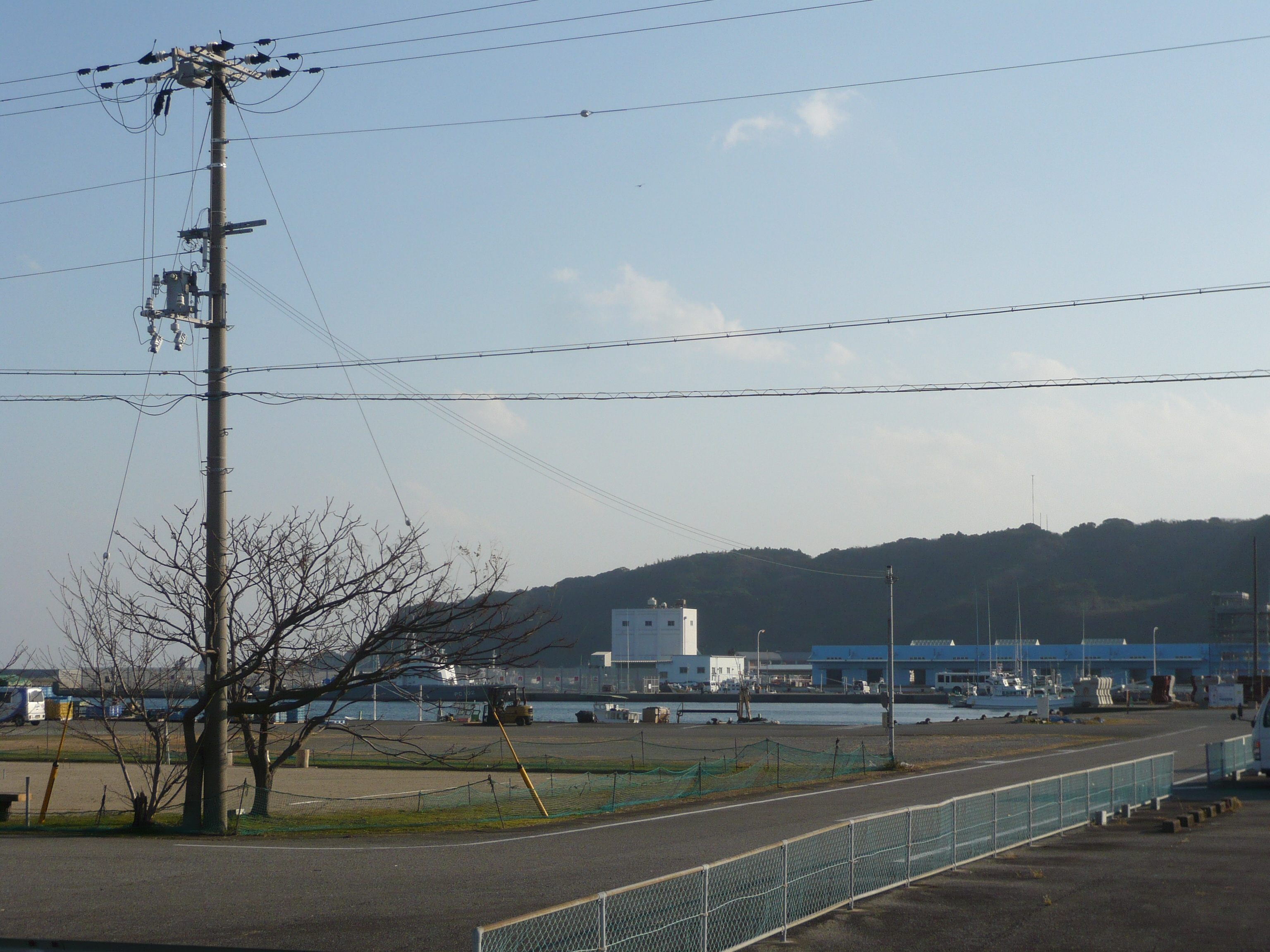
串本町、串本港

串本漁港（くしもとぎょこう）は、和歌山県東牟婁郡串本町にある第3種漁港。

## 概要
- 管理者：和歌山県
- 漁業協同組合：和歌山東
- 漁港番号：3330030

## 沿革
- 1951年（昭和26年）8月21日 - 第3種漁港に指定される。

## 主な魚種
- カツオ
- サバ
- トビウオ

## 主な漁業
- 曳縄
- 刺網
- まき網
- 一本釣
- 定置網
- 養殖